# Echinocereus schmollii
Echinocereus schmollii  es una especie de planta fanerógama de la familia Cactaceae. Es endémica de Querétaro, en México. Es una especie rara en las colecciones.

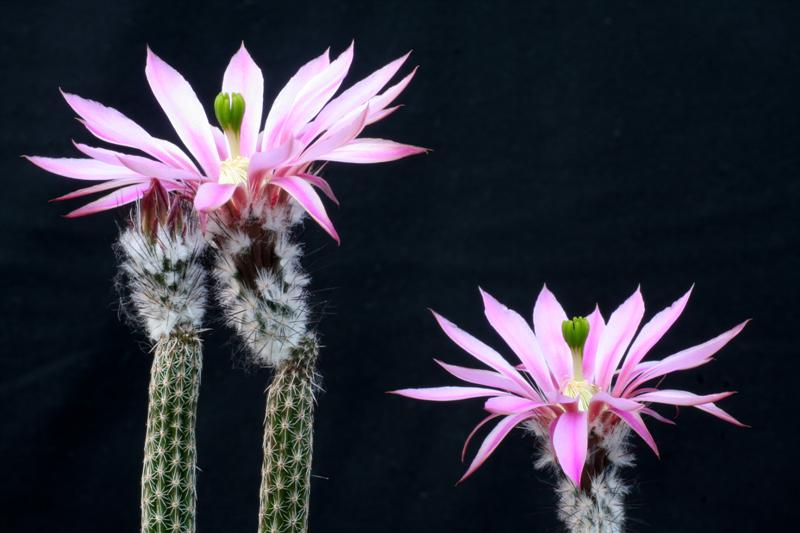
Planta con flores

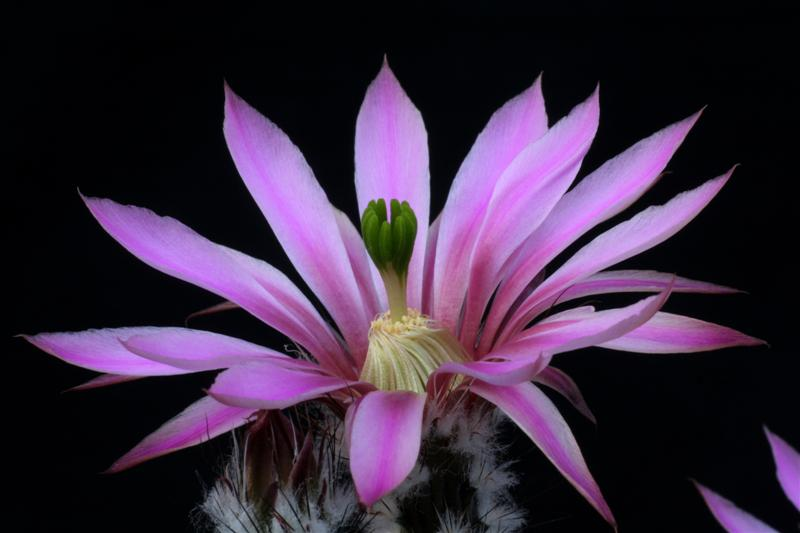
Flor

## Descripción
Echinocereus schmollii suele crecer individualmente con tallo cilíndrico, ligeramente morado negruzco  que alcanzan longitudes de hasta 25 cm. Sus raíces están engrosadas ligeramente. Tiene nueve a diez redondeadas costillas que son tubérculos y hasta 35 espinas como  pelos que son más o menos rosada y dan a los brotes un aspecto lanoso. Son de color blanco u oscuro y de hasta 7 milímetros de largo. Las flores tienen forma de embudo y son de color rosa brillante y aparecen cerca de las puntas de los brotes. Miden de 3 a 5 centímetros de largo y alcanzan un diámetro de hasta 6 centímetros. El fruto es ovalado a esférico, jugoso y de color púrpura verde de color claro.

## Taxonomía
Echinocereus schmollii fue descrita por Weing.) N.P.Taylor y publicado en Gen. Echinocereus 140 1985.
Etimología
Echinocereus: nombre genérico que deriva del griego antiguo: ἐχῖνος (equinos), que significa "erizo", y del latín cereus que significa "vela, cirio", donde se refiere a sus tallos columnares erizados.
schmollii: epíteto otorgado en honor de la botánica estadounidense Hazel Marguerite Schmoll.
Sinonimia
- Cereus schmollii
- Wilcoxia schmollii
- Wilcoxia nerispina